# Маркс, Карл (композитор)
Карл Маркс (нем. Karl Marx; 12 ноября 1897, Мюнхен — 8 мая 1985, Штутгарт) — немецкий композитор и музыкальный педагог.
Серьёзно заниматься музыкой начал лишь в начале 1920-х годов, после того, как отслужил в армии и некоторое время провёл в тюрьме. Сначала Маркс занимался частным образом у Карла Орфа, затем — в Мюнхенской академии музыки у Антона Беера-Вальбрунна и Зигмунда фон Хаузеггера. С 1924 преподавал в академии вокал, с 1929 — также теорию музыки, в 1928 возглавил хор мюнхенского Баховского общества. Во время Второй мировой войны был преподавателем композиции в Граце, где в 1944 получил степень профессора, по окончании войны вернулся в Германию (в Штутгарт), где в течение многих лет также преподавал композицию и теорию. Маркс симпатизировал развивающемуся молодёжному музыкальному движению в Германии, среди его учеников — ряд представителей немецкого музыкального авангарда (в частности, Эрхард Каркошка). Композитор был награждён Мюнхенской музыкальной премией за 1932 год.
Перу Маркса принадлежат несколько десятков произведений для хора а капелла и с оркестровым сопровождением, а также сольные вокальные работы, оркестровые и камерно-инструментальные сочинения.